# Tonghemulgva Pektuszani
A Tonghemulgva Pektuszani (hangul: 동해물과 백두산이, handzsa: 東海물과 白頭山이, RR: Donghaemulgwa Baekdusani), angol címén Lost in the South Mission: Going Home vagy North Korean Guys egy 2003-ban bemutatott dél-koreai film. A film szereplőinek beszédes neveik vannak.

## Cselekmény
|  | Alább a cselekmény részletei következnek! |

Cshö Bektu (Choi Baek-doo) (Csong Dzsunho (Jung Joon-ho)) az észak-koreai haditengerészet morcos tisztje, és vajszívű matróza, Rim Donghe (Lim Dong-hae) (Kong Hjongdzsin (Gong Hyung-jin)) csónakázni mennek a Keleti-tengeren. A nagy kikapcsolódásban lerészegednek, majd elalszanak. Egy viharra ébrednek fel, ami később a partra veti őket, és mikor szárazföldre lépnek, akkor szembesülnek vele, hogy a déli állam területére sodródtak.
Folyamatosan megrökönyödnek a déli társadalmon és kultúrán, de végül felülkerekednek a kulturális különbségek okozta akadályokon, és sikerül barátságot kötniük egy lánnyal, Han Nara-val (Rju Hjongjong (Ryu Hyun-kyung)). A lány apja a helyi rendőrfőnök, emiatt nehéz dolguk akad a beilleszkedéssel, és a helyiek számtalanszor kínai-koreainak nevezik őket tájszólásuk miatt. Miután többször is meghiúsulnak szökési terveik, indulnak egy tehetségkutató versenyen, ahol a fődíj egy kirándulás az észak-koreai Gyémánt-hegységbe.
|  | Itt a vége a cselekmény részletezésének! |